# Dieter Lindner (football)
Pour les articles homonymes, voir Dieter Lindner.
Dieter Lindner, né le 11 juin 1939 à Breslau et mort le 22 décembre 2024, est un footballeur allemand des années 1960.
Il a passé toute sa carrière dans le club allemand de l'Eintracht Francfort, club dont il devient également le président.

## Référence
1. ↑  (de) « Zum Tod von Dieter Lindner: Ein Leben im Dienst von Eintracht Frankfurt », sur FAZ.NET, 22 décembre 2024 (consulté le 23 décembre 2024)

## Annexe